# Team445
team445（チーム・ヨンヨンゴ）は、振付師・YOSHIKOを中心に、プロフェッショナルなダンサーで構成されている女性ダンスチームであり、任意団体である。

## チーム名の由来
team445の「445」は「ヨンヨンゴ」と読む。主宰のYOSHIKOの名を⇒ヨシコ⇒445と数字に置き換えて命名されている。

## 概要
プロ・ダンサーとして約30年のキャリアを持つ主宰のYOSHIKOは「フォーメーションダンスの生みの親」と冠される日本屈指の振付師である。
1999年に、音楽プロデューサー・クリエーター兼シンガーであるつんく♂のソロ曲「TOUCH ME」のバックダンサーをつとめたことをきっかけに「ハロー!プロジェクト」関連の振付を開始。モーニング娘。、松浦亜弥をはじめとした、ハロプロ系の主要グループやアーティストを中心に、メディア化された約550曲以上の楽曲において振付を担当した実績がある。
YOSHIKOの持ち味である「フォーメーションダンス」の第一段階である最初の頭の中での構築は、真上から見た画で行われ、メモもそのように記される。

## ダミー・ダンサー
YOSHIKOの振付構築上で要となるのが、振付を依頼されたグループのメンバーと同人数で構成される「ダミー・ダンサー」の存在。ダミー・ダンサーとは、YOSHIKOが構築した振付・フォーメーション・移動等、グループの担当メンバーのすべてを網羅して実際にパフォーマンスし、調整・変更・修正を経て、時にはグループの各担当メンバーにマンツーマンで振写しまでを担うダンサーの集合体の呼称であり、team445の起源である。またダミーダンサーの登用は、メロン記念日の「香水」から恒例化した。（2020年2月19日開催「YOSHIKOハロプロ振付20周年記念 team445 ダミーFes.」本人MCより。）※下記「主な主催イベント」参照

## メンバー
YOSHIKO（主宰）・YORIKA・erica・北林明日香・堀江葵月（元NICE GIRL プロジェクト!研修生/ハロプロ研修生）・EMI・SIO・MINAMI・HiKARU☆・hana・Nami・おゆまるhiroko・SHI⇒NA・nao・AYAMI・S@TOMI・Yoshimi・YUZU・Megumi・MoMoco・広瀬彩海（元こぶしファクトリー）（※2025年1月19日現在／太字はお幹部）

## 主な主催イベント
■「YOSHIKOハロプロ振付20周年記念 team445 ダミーFes.～『黄色いお空でBOOM BOOM BOOM』から20年☆振り付け全494曲エピソードダイジェスト～」（2020年2月19日@Zepp DiverCity Tokyo）※事前告知のイベントタイトルには、「振り付け全492曲」とあるが、本イベント当日に会場で配布されたパンフレットに記載された振付楽曲リストには532曲となっている。
ゲスト：モーニング娘。’２０
友情出演：ex.ZOO HISAMI、作詞家 shungo.、川口大輔
シークレット・ゲスト：太陽とシスコムーン
スペシャル・シークレット・ゲスト：つんく♂
■「445Fes.」（2021年6月18日・19日・20日＠池尻大橋 BPM）
ゲスト：shungo.、川口大輔　※いずれもDay 2、アコースティックミニライブコーナー
■「445の部屋 生誕感謝祭」（2021年10月9日、10日＠イザック）
■「445の部屋 ～2021年 39スペシャル～」（2021年12月30日＠中目黒ふらっと公民館）
■「445Night」（2022年11月4日＠Veats Shibuya）
ゲスト：太陽とシスコムーン、shungo.、川口大輔、室田瑞希（ex:アンジュルム）
■「445新年会《フリマとSPトークライブ》」（2024年1月27日＠池尻大橋Corner）
ゲスト：稲葉貴子（From 太陽とシスコムーン）、川口大輔、村田めぐみ（ex:メロン記念日）

## オリジナル楽曲
■デビュー・シングル（2022年10月11日リリース）
- 「445」※3曲メドレー形式
  - 「445 Formation」[作詞・作曲：shungo. / 編曲：Gu Suk]
  - 「Cutie Girls」[作詞・作曲：shungo. / 編曲：Gu Suk]
  - 「オートクチュール」[作詞：shungo. / 作曲・編曲：川口大輔]

■2ndシングル（2024年4月21日リリース）
- 「ディスコ・クレオパトラ feat. 稲葉貴子・小湊美和・信田美帆 a.k.a. CISCO3」[作詞・作曲：shungo. / 編曲：y@suo ohtani]

■リミックス・シングル（2024年7月15日リリース）
- 「Disco Cleopatra feat. CISCO3 -DISCOvery Remix」[作詞・作曲：shungo. / リミックス：y@suo ohtani]

※いずれもデジタル・シングル